# NGC 5854
NGC 5854 est une galaxie lenticulaire située dans la constellation de la Vierge. Sa vitesse par rapport au fond diffus cosmologique est de 1 851 ± 14 km/s, ce qui correspond à une distance de Hubble de 27,3 ± 1,9 Mpc (∼89 millions d'al). NGC 5854 a été découverte par l'astronome germano-britannique William Herschel en 1786.
NGC 5854 présente une large raie HI.
À ce jour, sept mesures non basées sur le décalage vers le rouge (redshift) donnent une distance de 18,686 ± 5,630 Mpc (∼60,9 millions d'al), ce qui est à l'extérieur des valeurs de la distance de Hubble. Notons que c'est avec la valeur moyenne des mesures indépendantes, lorsqu'elles existent, que la base de données NASA/IPAC calcule le diamètre d'une galaxie et qu'en conséquence le diamètre de NGC 5854 pourrait être d'environ 26,0 kpc (∼84 800 al) si on utilisait la distance de Hubble pour le calculer.

## Supernova
La supernova SN 1980P a été découverte dans NGC 5854 le 20 mars 1980 par un dénommé Faber. Le type de cette supernova n'a pas été déterminé.

## Groupe d'IC 1066
Selon Abraham Mahtessian, NGC 5854 fait partie d'un groupe de galaxies qui compte 15 membres, le groupe d'IC 1066. IC 1066 n'est ni la plus brillante ni la plus grosse galaxie du groupe, mais c'est la première galaxie de la liste de Mahtessian. Plusieurs des galaxies de cette liste se trouvent dans d'autres groupes décrits par d'autres sources, dont NGC 5854 dans le groupe de NGC 5846. Les membres du groupe selon l'ordre décrit pas Mahtessian sont : IC 1066,IC 1067, NGC 5770, NGC 5774, NGC 5775, NGC 5806, NGC 5813, NGC 5831, NGC 5839, NGC 5838, NGC 5845, NGC 5846, NGC 5854, NGC 5864 et NGC 5869.
Le groupe de d'IC 1066 fait partie de l'amas de la Vierge III.

## Groupe de NGC 5846
Selon A. M. Garcia NGC 5854 fait partie du groupe de NGC 5846. Ce groupe de galaxies compte neuf membres. Les huit autres membres du groupe sont NGC 5813, NGC 5831, NGC 5846, NGC 5864, NGC 5869, UGC 9746, UGC 9760 et UGC 9751. Richard Powell mentionne aussi le groupe de NGC 5846 sur son site avec les mêmes neuf galaxies, mais il ajoute NGC 5846A (PGC 53930). Le groupe de NGC 5846 fait partie de l'amas de la Vierge III.